# Manur, Siruguppa
Manur là một làng thuộc tehsil Siruguppa, huyện Bellary, bang Karnataka, Ấn Độ.